# Last and First Men
Last and First Men (Ultimii și primii oameni) este un roman științifico-fantastic din 1930 de Olaf Stapledon. Are o continuare, Star Maker (Plăsmuitorii de stele, 1937). Last and First Men este cel mai faimos roman al filosofului și scriitorului britanic, cea mai amplă dintre istoriile viitorului create vreodată.
A fost scris în 1930 sub influența ideilor eseului futurologic (de asemenea, o istorie a viitorului) al geneticianului John Haldane „Judecata de Apoi: Perspectiva unui om de știință asupra viitorului omenirii” (colecția „Lumi posibile și alte eseuri” , 1927). Cu toate că romanul conține un număr mare de idei științifico-fantastice noi pentru vremea sa (multe dintre acestea influențând opera altor scriitori de științifico-fantastic), scopul principal al autorului a fost de a demonstra evoluția minții și a spiritului uman.
Last and First Men descrie istoria umanității din prezent în viitor de-a lungul a două miliarde de ani și optsprezece specii umane distincte, dintre care a noastră este prima. Cartea folosește ideea narativă că, sub inspirație subtilă, romancierului i s-a dictat, fără să știe, un text de către ultima specie umană.